# Kegljevac
Kegljevac is een plaats in de gemeente Veliko Trojstvo in de Kroatische provincie Bjelovar-Bilogora. De plaats telt 87 inwoners (2001).